# Marlioz
Marlioz é uma comuna francesa na região administrativa de Auvérnia-Ródano-Alpes, no departamento da Alta Saboia. Estende-se por uma área de 8.12 km². Em 2010 a comuna tinha 1 052 habitantes (densidade: 129,6 hab./km²).